# Heptapolitana
Heptapolitana (z gr. „siedem miast”) – nazwa dwóch związków miast (hanz) Górnych Węgier (dzisiejszej Słowacji), powstałych w średniowieczu.
Jako pierwszy powstał związek siedmiu wolnych miast górniczych Królestwa Węgierskiego (obecnie środkowej Słowacji): Kremnicy i Nowej Bani (w regionie Tekov), Bańskiej Szczawnicy, Bańskiej Białej i Pukańca (w regionie Hont), Bańskiej Bystrzycy i Lubietowej (w Dolinie Hronu). Związek ten powstał już pod koniec XIV wieku, po nadaniu miastom górniczym węgierskim przywileju z 7 kwietnia 1388, a ostatecznie ukształtował się w 1453, gdy do dołączyła do niego Bańska Biała. Najważniejszym miastem związku była Kremnica.
Późniejszą Heptapolitaną był związek siedmiu wolnych miast górniczych Królestwa Węgierskiego (obecnie leżące częściowo we wschodniej Słowacji i północnych Węgrzech): Rożniawy (w regionie Gemer), Jasova (w regionie Abov), Telkibányi, Nowej Wsi Spiskiej, Smolníka i Gelnicy (na Spiszu) oraz Rudabányi. Związek powstał w 1487 r., jego ośrodkiem była Gelnica.
Spoiwami związków były: uprzywilejowany status wolnych miast górniczych oraz więź ekonomiczna – wszystkie miasta związków utrzymywały się z górnictwa i hutnictwa rud metali. W przypadku drugiej heptapolitany dodatkowym czynnikiem było wyznanie protestanckie.
Podobnym związkiem była Pentapolitana – związek pięciu miast Królestwa Węgierskiego.